# Goethe-Institut

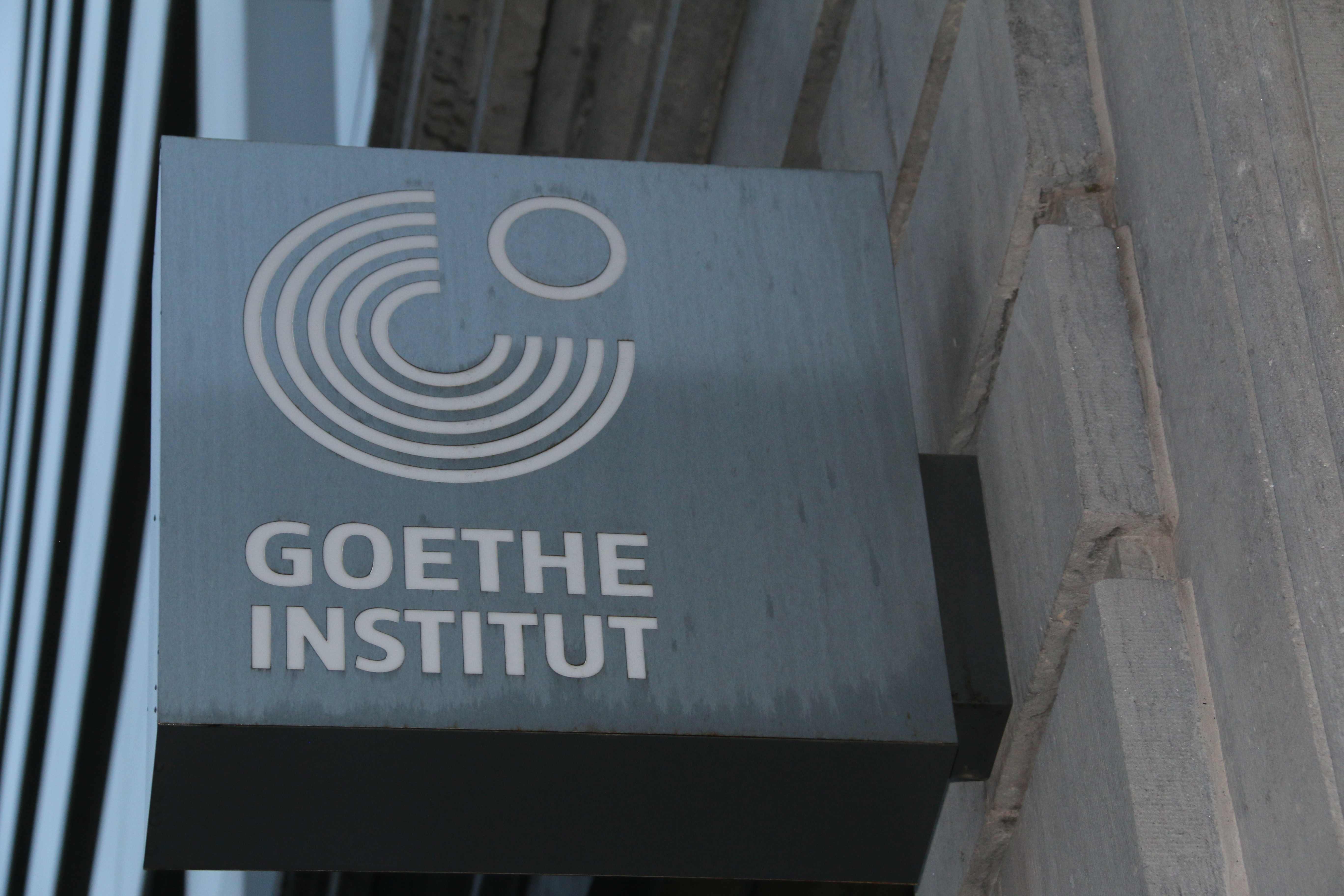
Goethe-Institut in Brussel

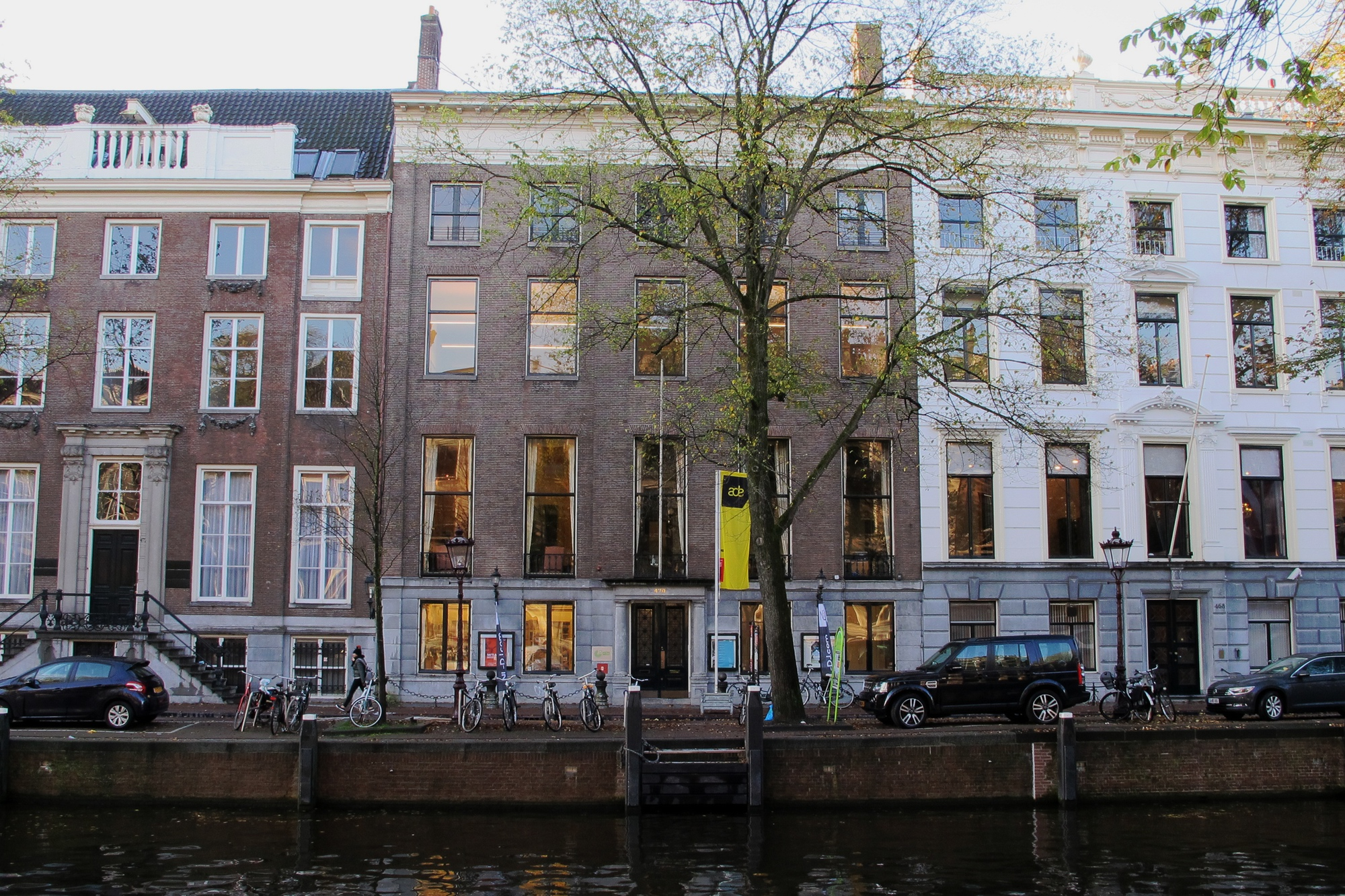
Het Goethe-Institut in Amsterdam

Het Goethe-Institut is een organisatie, die de instandhouding van het Duits en de bevordering van de internationale culturele samenwerking tussen Duitsland en de andere landen tot doel heeft. Het is een non-profit-organisatie. Het hoofdkantoor van het Goethe-Institut, zoals de naam in het Duits luidt, bevindt zich in München. De organisatie is naar Johann von Goethe, 1749-1832, genoemd, die behalve om zijn andere capaciteiten vooral als dichter bekend is geworden. 
De belangrijkste activiteit van het Goethe-instituut is het geven van onderwijs in de Duitse taal, gericht op de examens van het Europese referentiekader. Dat gebeurt in meer dan 150 instituten in 98 landen, het meest in Duitsland zelf. Het heeft een programma van taalcursussen met examens voor alle geïnteresseerden en biedt bijvoorbeeld workshops en seminars aan voor leraren Duits. De Nederlandse vestiging bevindt zich in Amsterdam. De Belgische vestiging bevindt zich in Brussel. Daarnaast organiseert en ondersteunt het Goethe-Institut een breed spectrum aan culturele evenementen als presentatie van de Duitse cultuur.
Het informatiecentrum van het Goethe-Institut geeft informatie over aspecten van het culturele, maatschappelijke en politieke leven in Duitsland. Het bezit omvangrijke boek- en mediabestanden voor eenieder, die zich voor Duitsland interesseert, Duits wil leren of leraar Duits wil worden.